# 工程硕士专业学位研究生入学资格考试
工程硕士专业学位研究生入学资格考试（Graduate Candidate Test for Master of Engineering, ）是中国在职研究生的入学资格考试的一种形式。考试于每年6-8月进行报名，并在10月进行考试。
GCT的成绩有效期为二年，是中国国内入学考试中少有的成绩有效期可以使用超过一次的考试。GCT考试内容包括语言表达能力（语文）、数学基础能力（包括初等数学，高等数学，线性代数等）、逻辑推理能力（类似于GMAT）及外语运用能力。GCT考试内容主要是针对在职人员。

## 考试形式
试题的题型全部是选择题。考试时间为三个小时，每部分为45分钟。题目难度较小，题量相对较大，要求考生反映快而准确。满分400分，四部分每部分占100分。入学考试采取两段制考试方式，即初试和复试。
参加GCT考试毕业后有学位无学历。毕业后有资格参加博士生入学考试。
工程硕士、农业推广硕士、兽医硕士、风景园林硕士、高等学校教师、中等职业学校教师等专业指定参加GCT考试。